# Helmut Maier (Mathematiker)
Helmut Maier (* 17. Oktober 1953 in Geislingen an der Steige) ist ein deutscher Mathematiker, der sich mit analytischer Zahlentheorie befasst. Er ist Professor an der Universität Ulm.

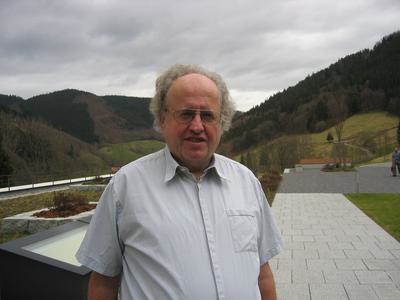
Helmut Maier, Oberwolfach 2008

Maier wurde 1981 bei J. Ian Richards an der University of Minnesota promoviert (Some results on prime numbers based on the application of sieve theory). 1984 bis 1995 war er Professor an der University of Georgia.
1985 bewies er einen Satz über die asymptotische Verteilung der Primzahlen in kleinen Intervallen, der Probleme des einfachen probabilistischen Modells der Verteilung der Primzahlen von Harald Cramér aufzeigte (und zeigte, dass ein bekanntes Ergebnis von Atle Selberg von 1943, das das asymptotische Verhalten der Dichte der Primzahlen in kleinen Intervallen bis auf mögliche Ausnahmewerte beschrieb, in dieser Hinsicht nicht verbessert werden kann). Dabei verwandte er eine Matrixmethode, die auch in weiteren Problemen der analytischen Zahlentheorie Anwendung fand. Maier bewies damit 1981 die Existenz von beliebig langen Ketten großer Abstände zwischen aufeinanderfolgenden Primzahlen (nachdem Erdős das schon für Ketten der Länge 2 gezeigt hatte).
Er veröffentlichte mit Paul Erdős und gewann sogar einen der von Erdős privat ausgelobten Preise. Beide fuhren zusammen Taxi in Athens (Georgia) und Maier erzählte Erdős von einem kürzlich von ihm bewiesenen Theorem, worauf Erdős meinte, dass dies möglicherweise eines seiner Preisprobleme sei und nach Überprüfung auch prompt bezahlte. Maier erhielt auch einen Preis von Erdős für eine Arbeit mit Gérald Tenenbaum, in der sie eine Vermutung von Erdős bewiesen, dass fast alle ganzen Zahlen Teiler a,b mit {\displaystyle a<b<2a} haben.
Maier verbesserte auch die Werte für die Schranke in dem Satz von Erdős über die Abstände aufeinanderfolgender Primzahlen (siehe Primzahlzwilling). Er konnte die obere Schranke für:
{\displaystyle \Delta =\liminf _{n\rightarrow \infty }{\frac {p_{n+1}-p_{n}}{\log(p_{n})}}}
1986 auf den bis zu dem Durchbruch von Goldston, Yildirim und Pintz (2005) besten Wert 0,2486.. drücken.
Mit Carl Pomerance verbesserte er 1990 Resultate von Erdős (1935), Robert Alexander Rankin (1938) und Arnold Schönhage (1963) über eine untere Grenze für die größte Lücke aufeinanderfolgender Primzahlen (Erdős-Rankin-Problem).
Er befasst sich auch mit Exponentialsummen, Zetafunktionen und Kreisteilungspolynomen.

## Schriften (Auswahl)
Außer den in den Fußnoten zitierten Arbeiten:
- mit A. Hildebrand Irregularities of the distribution of primes in short intervals, J. Reine Angewandte Mathematik, Band 397, 1989, S. 162–193
- mit Carl Pomerance: Unusually large gaps between consecutive primes, Trans. Amer. Math. Soc., Band 322, 1990, S. 201–237